# Artjom Wladimirowitsch Koslow
Artjom Wladimirowitsch Koslow (russisch Артём Владимирович Козлов; * 31. März 1997) ist ein russischer Shorttracker.

## Werdegang
Koslow debütierte im Weltcup im Dezember 2014 in Shanghai. Dort belegte er den 21. Platz über 500 m und den 17. Rang über 1500 m. Bei Juniorenweltmeisterschaften 2015 in Osaka gewann mit der Staffel über 3000 m die Bronzemedaille. Zu Beginn der Saison 2015/16 erreichte er beim Weltcup in Montreal mit dem dritten Rang über 1000 m seine erste Podestplatzierung im Weltcup. Im weiteren Saisonverlauf wurde er in Nagoya Zweiter über 500 m und in Dordrecht Erster mit der Staffel. Im Januar 2016 holte er bei den Juniorenweltmeisterschaften in Sofia wie im Vorjahr die Bronzemedaille mit der Staffel. Bei den Shorttrack-Weltmeisterschaften 2016 in Seoul errang er den 51. Platz im Mehrkampf. Die Saison beendete er auf dem sechsten Platz im Weltcup über 500 m.

## Persönliche Bestzeiten
- 500 m      41,047 s (aufgestellt am 7. November 2015 in Toronto)
- 1000 m    1:26,939 min. (aufgestellt am 15. September 2013 in Wien)
- 1500 m    2:14,589 min. (aufgestellt am 21. Februar 2014 in Budapest)

## Weltcupsiege im Team
| Nr. | Datum            | Ort         |
| --- | ---------------- | ----------- |
| 1.  | 14. Februar 2016 | Dordrecht 1 |